# Wieprz (Powiat Wadowicki)

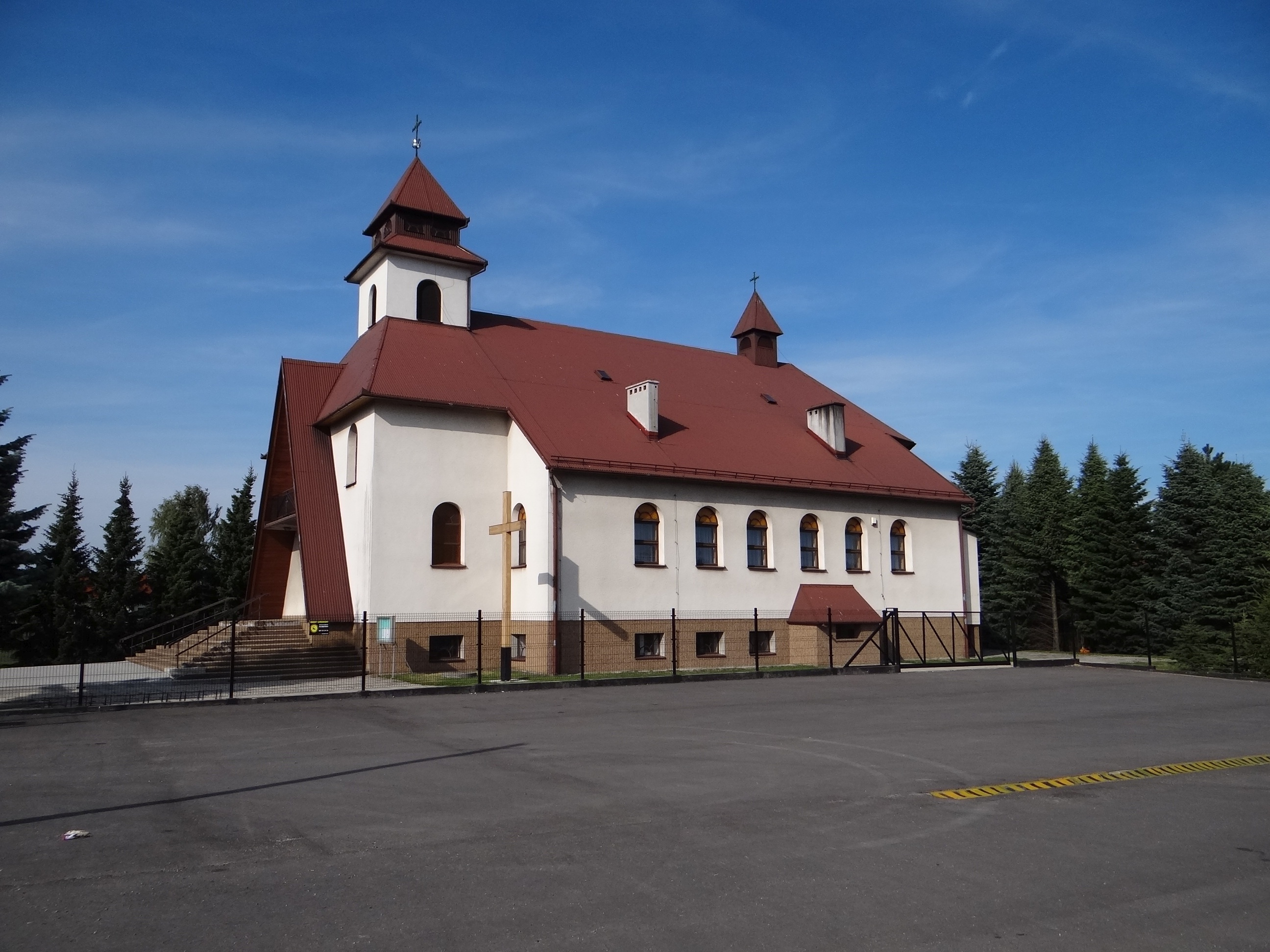
Katholische Kirche

Wieprz ist ein Dorf sowie Sitz der gleichnamigen Landgemeinde im Powiat Wadowicki der Woiwodschaft Kleinpolen in Polen.

## Geographie
Nidek liegt im Auschwitzer Becken (Kotlina Oświęcimska).
Nachbarorte sind Nidek im Nordwesten, Gierałtowice im Norden, Frydrychowice im Nordosten, Inwałd im Südosten, die Stadt Andrychów im Süden, Bulowice im Südwesten.

## Geschichte
Die angeblich erste Erwähnung im Jahre 1318 als villas militaris war wahrscheinlich verfälscht, der Ort wurde erstmals urkundlich als die Pfarrei Vepres im Peterspfennigregister des Jahres 1326 im Dekanat Zator des Bistums Krakau erwähnt. Der ursprüngliche Name bedeutete Dickicht, Gebüsch, Gestrüpp.
Politisch gehörte das Dorf ursprünglich zum Herzogtum Auschwitz, dies bestand ab 1315 in der Zeit des polnischen Partikularismus. Seit 1327 bestand die Lehnsherrschaft des Königreichs Böhmen. Seit 1445 gehörte es zum Herzogtum Zator, dieses wurde im Jahr 1494 an Polen verkauft.
Bei der Ersten Teilung Polens kam Wieprz 1772 zum neuen Königreich Galizien und Lodomerien des habsburgischen Kaiserreichs (ab 1804).
1918, nach dem Ende des Ersten Weltkriegs und dem Zusammenbruch der k.u.k. Monarchie, kam Wieprz zu Polen. Unterbrochen wurde dies nur durch die Besetzung Polens durch die Wehrmacht im Zweiten Weltkrieg. Es gehörte dann zum Landkreis Bielitz im Regierungsbezirk Kattowitz in der Provinz Schlesien (seit 1941 Provinz Oberschlesien).
Von 1975 bis 1998 gehörte Wieprz zur Woiwodschaft Bielsko-Biała.

## Gemeinde
Zur Landgemeinde (gmina wiejska) Wieprz gehören folgende sechs Ortsteile mit einem Schulzenamt:
Frydrychowice, Gierałtowice, Gierałtowiczki, Nidek, Przybradz und Wieprz.

Wappen der Gemeinde Wieprz
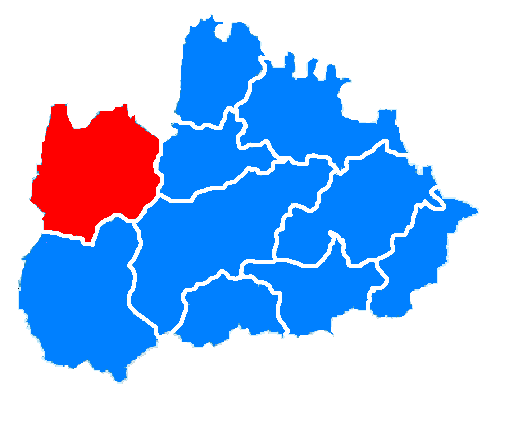
Die Gemeinde im Powiat Wadowicki